# Leucocalocybe
Leucocalocybe is een geslacht van schimmels. Het geslacht is nog niet in een familie ingedeeld. Het bevat maar een soort, namelijk Leucocalocybe mongolica.